# Muley El Hassan Ben El Mehdi
Muley El Hassán Ben El Mehdi (1911-Fez, 1984-Tánger ) fue el segundo jalifa del protectorado español de Marruecos, máxima autoridad marroquí en el territorio.

## Biografía
Nació en Fez en 1911. Fue hijo del primer jalifa del protectorado Mohammed Mehdi, siendo también sobrino del sultán Muley Yúsuf, fallecido en Fez en 1927, y primo de su hijo Mohamed V, quien se convertiría en el decimotercer soberano de la dinastía alauí.

### Nombramiento como Jalifa
El nombramiento  se celebró en la Mezquita grande de la ciudad de Tetuán, la lectura por el Ladi el Kodat (Ministro de Justicia) del Dahir del Sultán Muley Yusúf, por el que se designó al joven Muley El Hassan Ben Mehedi de tan solo catorce años como Jalifa de la zona del Protectorado español en Marruecos. Asistieron al acto el Majzén y todas las autoridades indígenas, que con tal motivo se trasladaron de las diferentes ciudades de la zona a la capital del Protectorado, así como todos los notables musulmanes de la ciudad. Durante la ceremonia Muley el Hassan visitó, entre otros, los santuarios de Sidi Ali Ben Raisul, Sidi Saidi y Sidi Mohamed el Hach en los que sacrificó una res y dirigió la oración como imán. Estos actos reflejaban la importancia del islam en la sociedad marroquí.
El jalifa era el representante del sultán, que residía en Rabat, capital del protectorado francés. Muley el Hassan mantuvo este puesto hasta el reconocimiento por parte de España del nuevo Reino de Marruecos en 1956.
Falleció en la ciudad de Tánger en 1984.